# Tamilska nationella alliansen
Tamilska nationella alliansen, Illankai Tamil Arasu Kachchi (ITAK) är en protamilsk valallians på Sri Lanka, bildad i november 2001 av följande fyra partier:
- All Ceylon Tamil Congress
- Eelam People's Revolutionary Liberation Front
- Tamil Eelam Liberation Organization
- Tamil United Liberation Front

Bland dessa återfanns ett flertal ledande personer med anknytning till rebellrörelsen Tamilska tigrarna. Allianens ledare heter Rajavarothiam Sampanthan.
ITAK ställde upp i de allmänna valen 2004 och erövrade 22 mandat i landets parlament. Tre av partiet parlamentariker (Kiddinan Sivanesan, Joseph Pararajasingham och Nadarajah Raviraj) har mördats de senaste åren.
Sedan tigrarna 2009 besegrats militärt sågs lokalvalen den 8 augusti, i norra Sri Lanka, som ett test på vilket stöd regeringen hade i dessa tamilskt dominerade områden. IAK vann fem av de elva platserna i kommunfullmäkte i staden Vavuniya, mot bara två till regerande Frihetsalliansen.